# Ивафуне
Ивафуне (яп. 岩舟町 Ивафунэ-мати) — бывший посёлок в Японии, находившийся в уезде Симоцуга префектуры Тотиги. 5 апреля 2014 года вошёл в состав города Тотиги.

## Географическое положение
Посёлок располагался на острове Хонсю в префектуре Тотиги региона Канто. С ним граничали города Тотиги, Сано. Площадь составляла 46,74 км².

## Население
Население посёлка составляло 18 275 человек (1 июля 2014), а плотность — 390,99 чел./км². Изменение численности населения с 1980 по 2005 годы:
| 1980 | 18 083 чел. |  |
| 1985 | 18 599 чел. |  |
| 1990 | 19 432 чел. |  |
| 1995 | 19 748 чел. |  |
| 2000 | 19 525 чел. |  |
| 2005 | 19 011 чел. |  |

## Символика
Деревом посёлка считалось Quercus serrata, цветком — космея.